# ALIS
ALIS（Alternate Lighting of Surfaces Method、アリス）は、プラズマディスプレイの方式の一つ。
日立プラズマディスプレイ株式会社が主に開発し、各社に共同開発やOEM供給を行っている。主に日立製作所、富士通ゼネラル、三洋電機の製品に使われている。ALIS方式では、走査線の発光を交互に行うため、通常のプラズマディスプレイと比べ消費電力を抑えることが出来、長寿命、高画質となっている。しかし、液晶ディスプレイほどではないものの、動きの速いスポーツなどではちらつきが起こることがある。